# Synopeas bengalense
Synopeas bengalense är en stekelart som beskrevs av Durgadas Mukerjee 1978. Synopeas bengalense ingår i släktet Synopeas och familjen gallmyggesteklar. Inga underarter finns listade i Catalogue of Life.